# بيرسونية زيتونية
بيرسونية زيتونية (الاسم العلمي:Persoonia oleoides) هي نوع غير مؤكد من النباتات تتبع جنس البيرسونية من الفصيلة البروطية.